# الخضرة (كفر الدوار)
قرية الخضرة هي إحدى القرى التابعة لمركز كفر الدوار في محافظة البحيرة في جمهورية مصر العربية. حسب إحصاءات سنة 2006، بلغ إجمالي السكان في الخضرة 10105 نسمة، منهم 5059 رجل و5046 امرأة.